# Staatliche Kunsthalle Karlsruhe
La Staatliche Kunsthalle Karlsruhe è una Kunsthalle (museo d'arte) concepito da Heinrich Hübsch ed inaugurato nel 1846 a Karlsruhe.

## Collezioni
Le sue collezioni comprendono essenzialmente opere di pittura tedesca dal Medioevo all'età contemporanea. Tra le altre sono da ricordare Cristo in croce tra Maria e Giovanni (circa 1523) di Matthias Grünewald e altri suoi disegni. La galleria possiede diverse opere di Albrecht Dürer, Lucas Cranach il vecchio e Hans Holbein il Giovane.
La collezione nell'edificio principale è suddivisa in categorie:
- Pittori tedeschi dall'Alto Medioevo al Rinascimento
- Pittori olandesi e tedeschi dal XVI al XVIII secolo
- Pittori olandesi del XVI secolo
- Pittori francesi dal XVII al XIX secolo
- Pittori e scultori tedeschi del XIX secolo

La pittura del XX secolo è esposta nell'Orangerie, edificio adiacente al corpo principale, con diverse opere del fauvismo francese, così come dell'espressionismo tedesco dei Blaue Reiter e Die Brücke.

## Opere principali
- Paolo Uccello, Adorazione del Bambino con i santi Girolamo, Maddalena ed Eustachio
- Jacques Linard olio su tela, Vase de fleurs sur la boîte de copeaux, fu acquistato nel 1969 grazie alla lotteria del Baden-Württemberg Toto Lotto.
- François-André Vincent, schizzo della La Leçon de labourage, la cui versione definitiva si trova al museo di Belle Arti di Bordeaux.
- Matthias Grünewald, scomparti a monocromo dell'Altare Heller (1510)

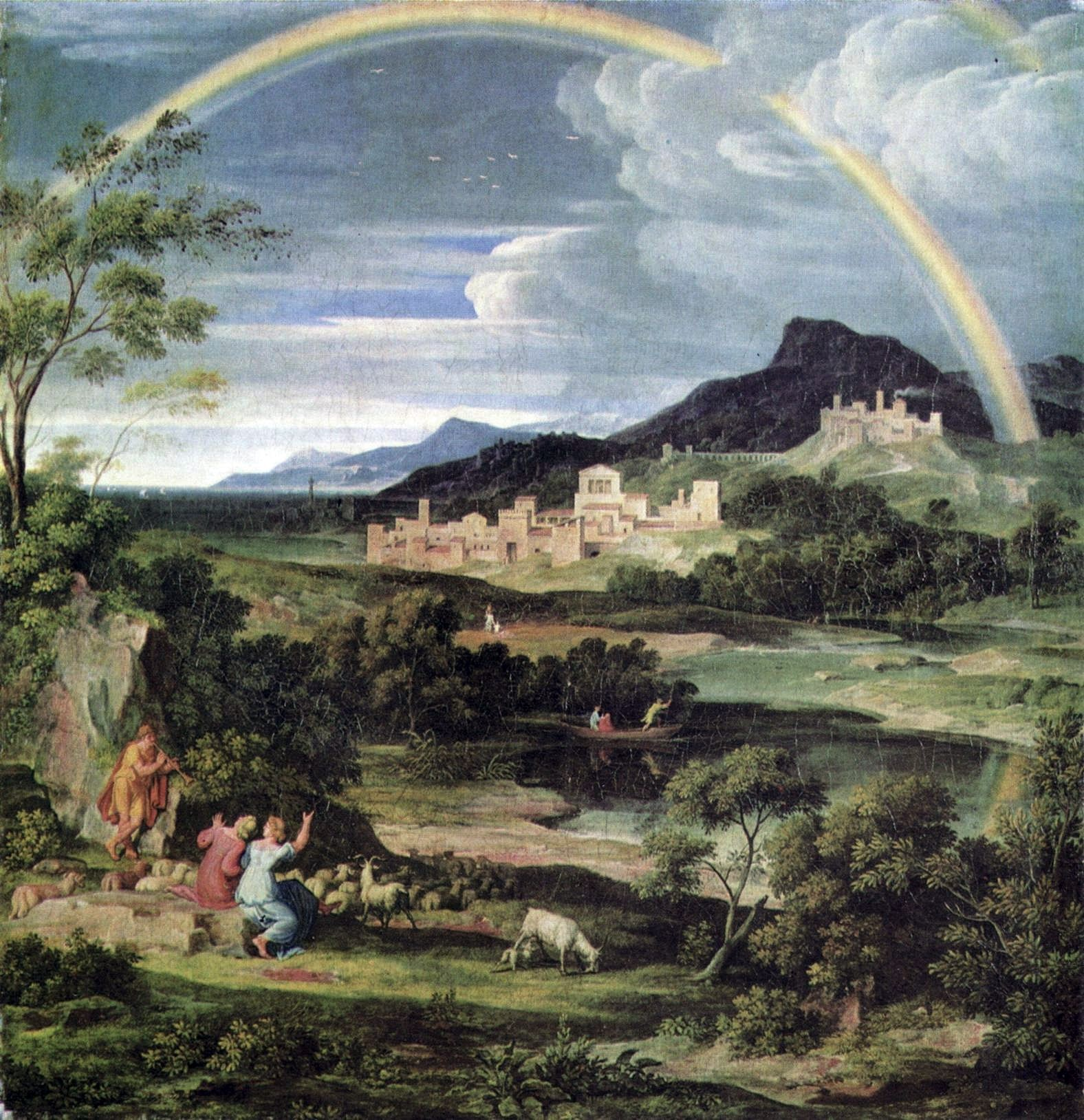
Joseph Anton Koch-"Paesaggio con arcobaleno" (1805)
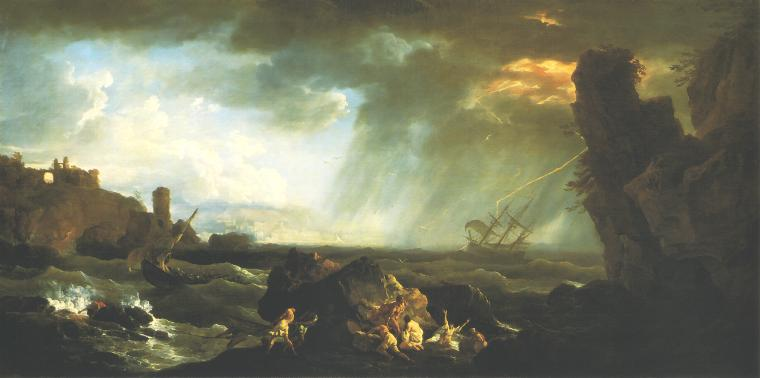
Joseph Vernet-"La Tempesta" (Museo della Marina)
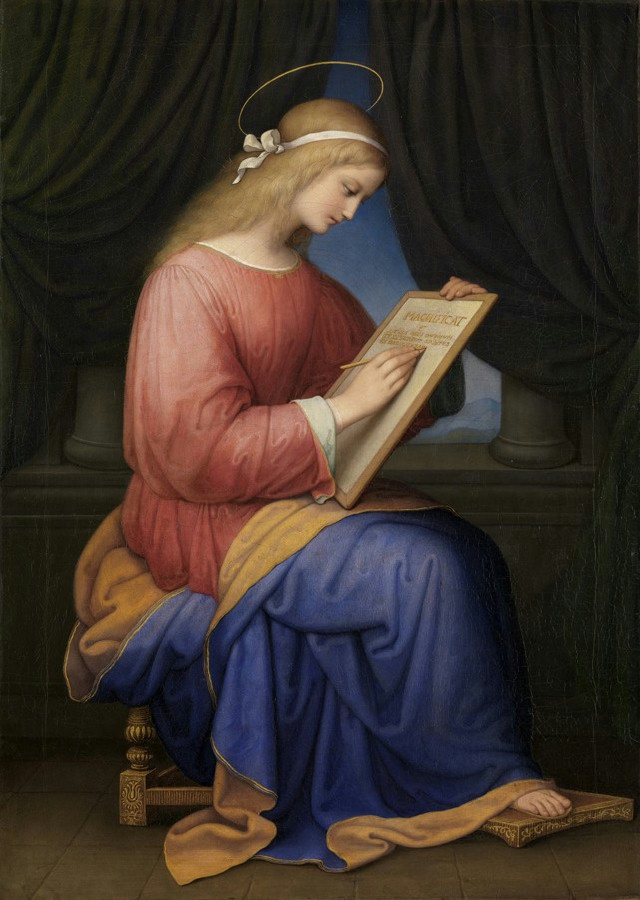
Marie Ellenrieder -"Maria che scrive il Magnificat" (1833)
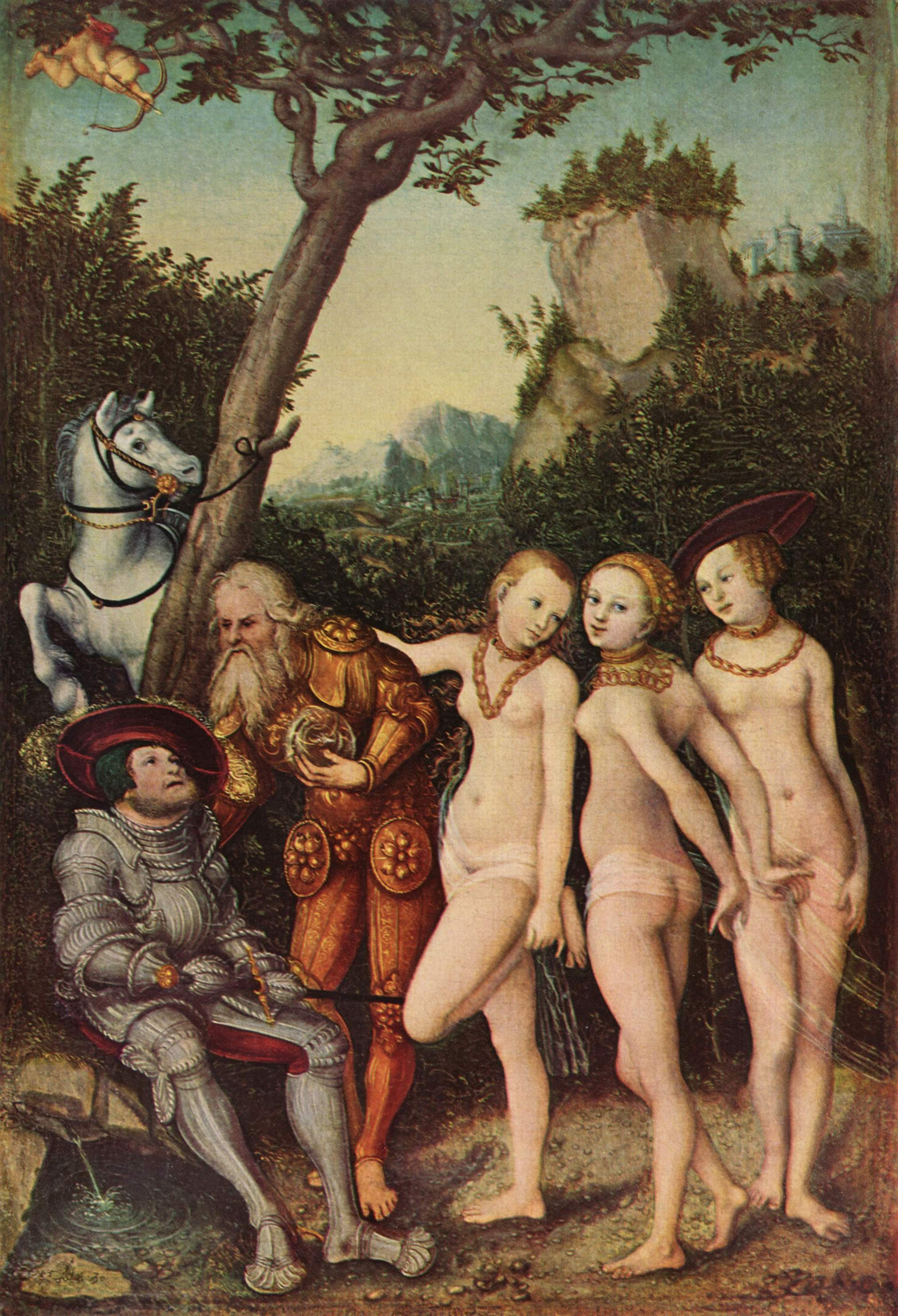
Lucas Cranach -"Urteil des Paris" (1530)
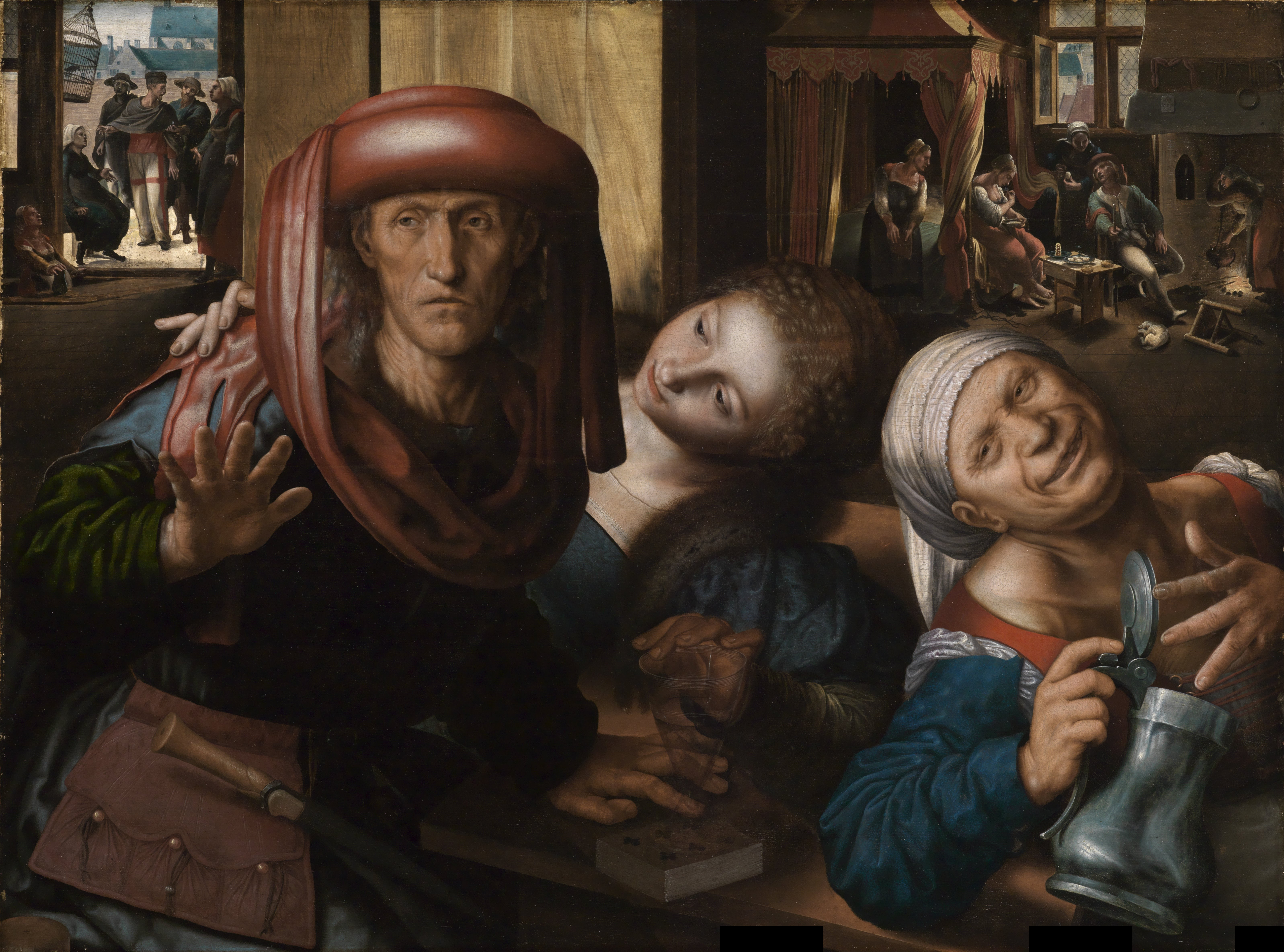
Jan Sanders van Hemessen -"Lockere Gesellschaft"(1545-1550)
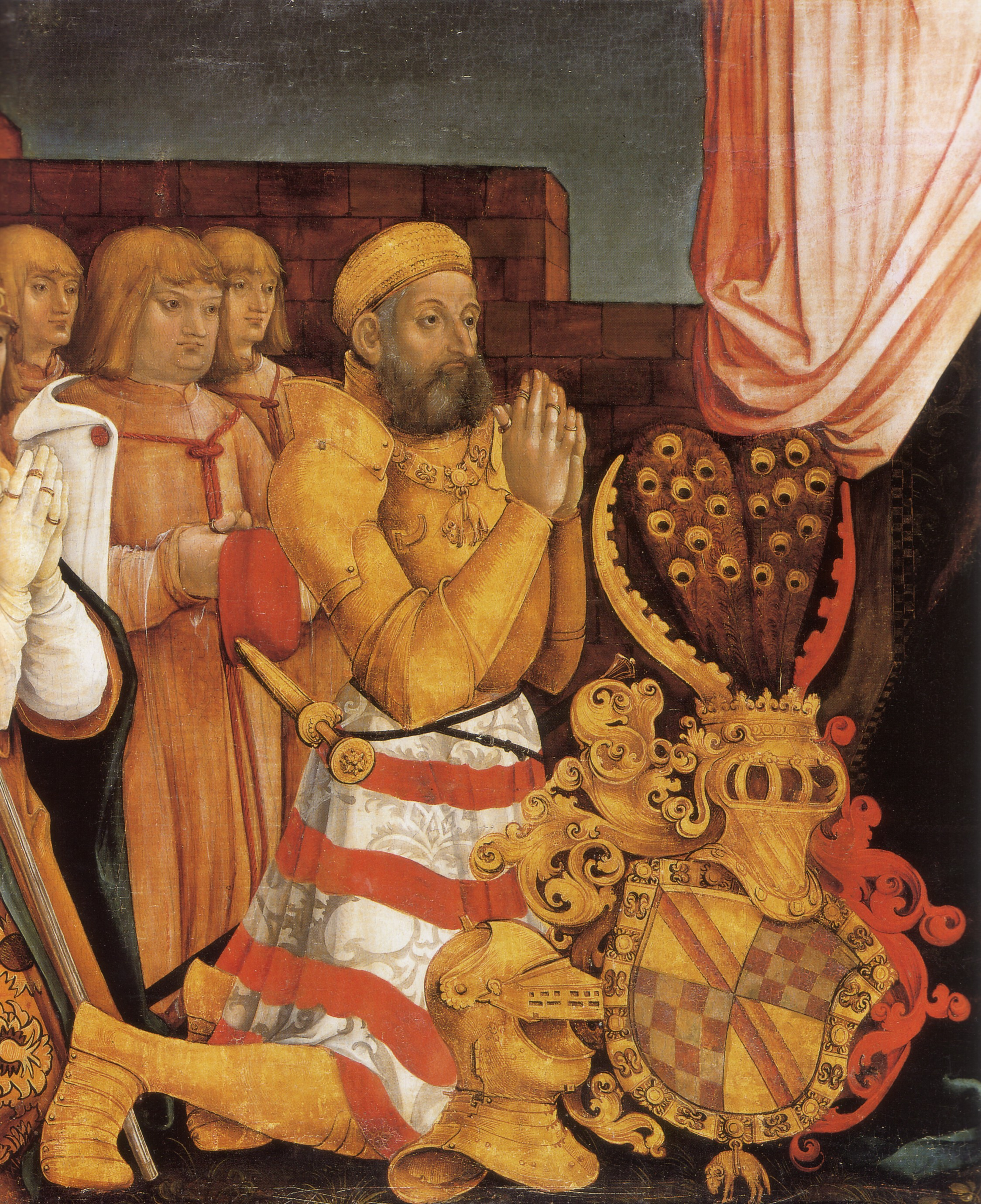
Hans Baldung -"Markgraf Christoph I. von Baden. Ausschnitt aus der Votivtafel" (1509-10)
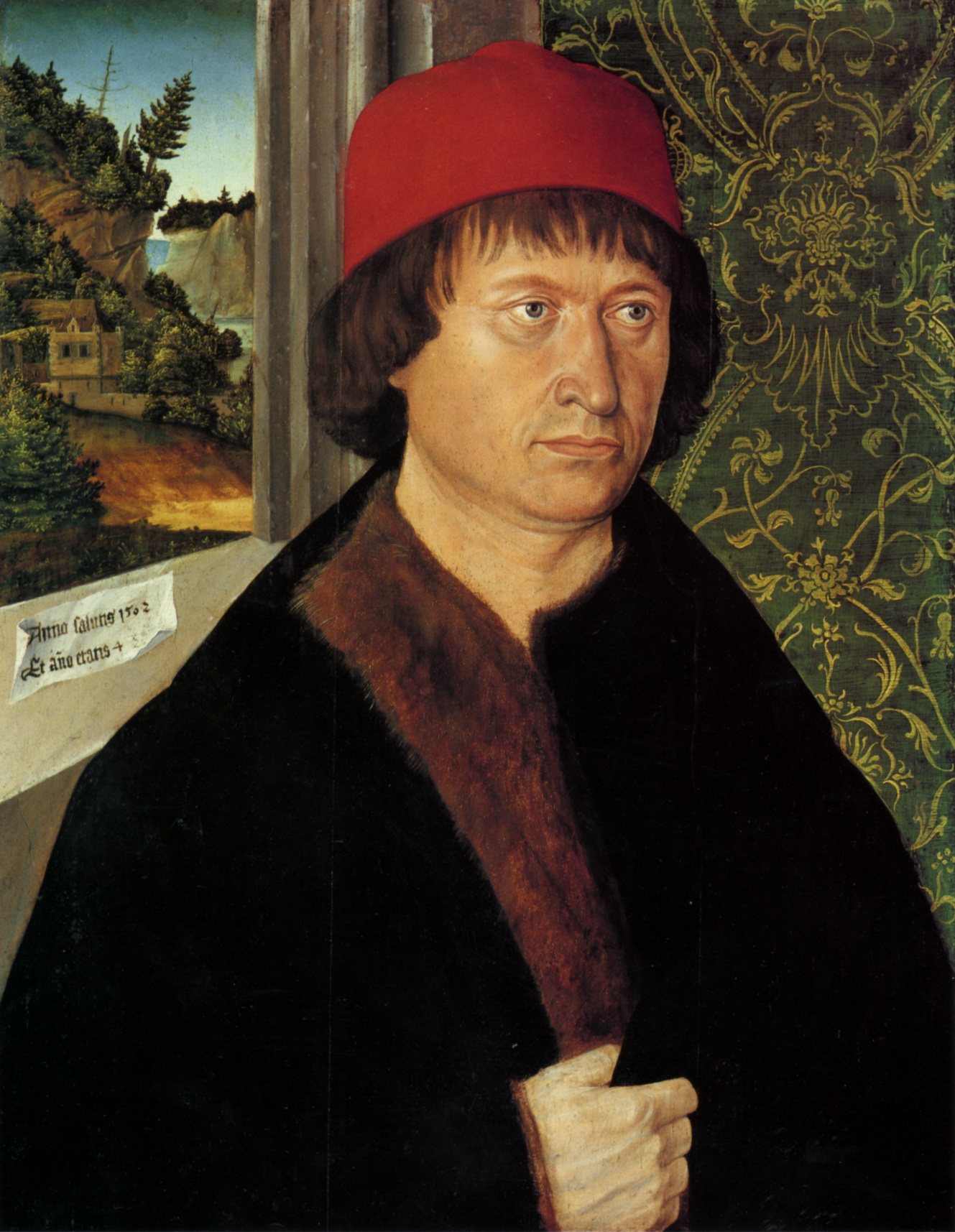
Anonyme-"Ritratto di Hugo of Hohenlandenberg, Vescovo di Costanza" (1502)
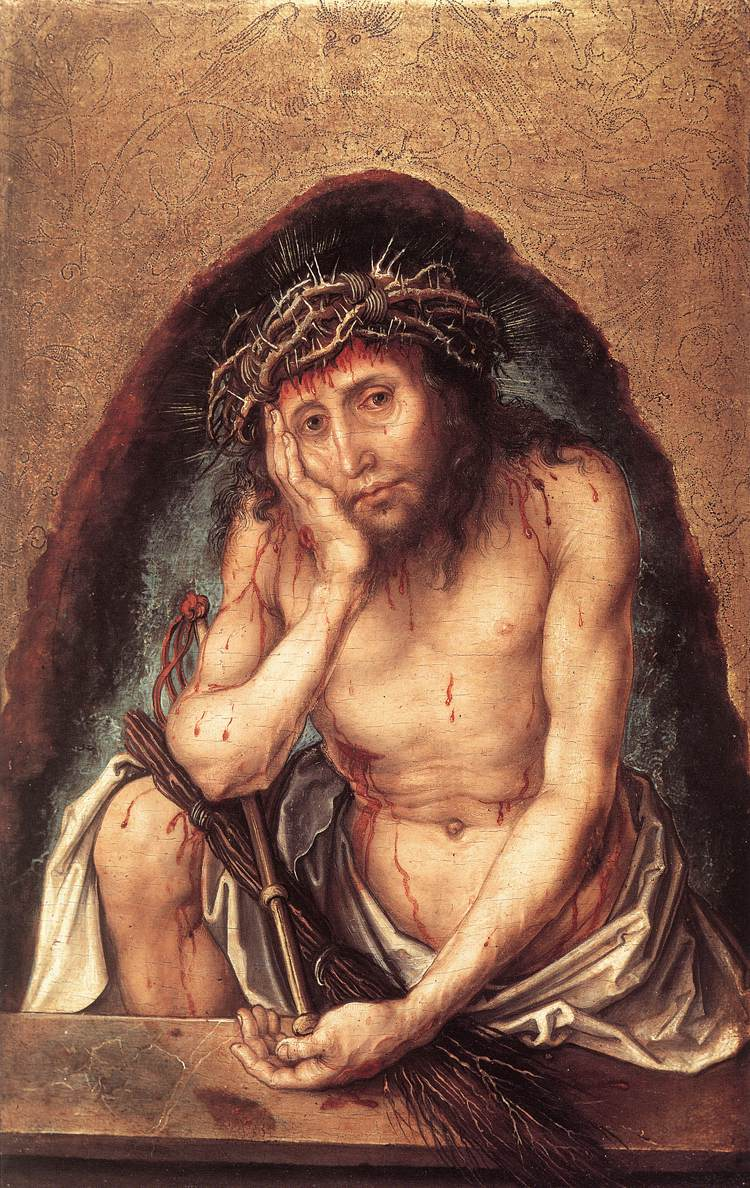
Albrecht Dürer - "Uomo dei dolori (Dürer)" (1493)